# Bessa Myftiu
Bessa Myftiu, née à Tirana en 1961, est une romancière, poète, conteuse, essayiste, traductrice, critique littéraire, journaliste et scénariste établie à Genève, en Suisse romande, de nationalité suisse et albanaise.

## Biographie
Fille de l'écrivain dissident Mehmet Myftiu, Bessa Myftiu fait des études de lettres à l'université de Tirana et par la suite elle enseigne la littérature à l'université Aleksandër Xhuvani d'Elbasan. Elle devient ensuite journaliste pour le magazine littéraire et artistique albanais La scène et l'écran. Elle émigre en Suisse en 1991 et s'établit à Genève dès 1992, passant son doctorat et devenant enseignante à l'université de Genève en faculté des Sciences de l'éducation, tout en poursuivant en parallèle ses activités dans les domaines de l'écriture et du cinéma. Depuis 2013, elle enseigne à la Haute École Pédagogique de Lausanne. Elle est par ailleurs membre de la Société Genevoise des Écrivains,,.

## Ouvrages collectifs
- 2000 : Qu’est-ce que l’étranger ?, dans Etrange, mon étranger, Foyer Socio-Educatif du Collège Les Hautes Vignes de Seloncourt, Éditions Ovadia, Nice  (ISBN 978-2-7526-0330-2)
- 2001 : Dépasser la peur, nouvelle, dans Finisterres du soleil, Édition de la Vouivre, Saignelégier  (ISBN 978-2-970-03260-1)
- 2001 : La langue française m’a donné une liberté que je n’avais pas en albanais, dans La langue française vue d'ailleurs, Tarik Éditions, Casablanca  (ISBN 9981-19-747-5)
- 2009 : Les années de grande solitude, nouvelle, dans L'ombre du Mur : chroniques du mur de Berlin, Éditions du Syrtes, Paris  (ISBN 978-2-8454-5151-3)
- 2012 : Bout de destin, nouvelle, dans Globale Heimat.ch, Anthologie de la littérature suisse, Édition 8, Zurich  (ISBN 978-3-85990-172-8)

## Directrice de collection
- Éthique et écriture, Éditions Ovadia, Nice
  - 2008 : Tome 1  (ISBN 978-2-915741-46-9)
  - 2009 : Tome 2  (ISBN 978-2-915741-91-9)
  - 2010 : Tome 3  (ISBN 978-2-915741-82-7)
  - 2011 : Tome 4  (ISBN 978-2-363920-35-5)
- 2010 : Le bonheur est subjectif, Éditions Ovadia, Nice  (ISBN 978-2-915741-90-2)
- Récits d’expérience, Éditions Ovadia, Nice 
  - 2016 : Tome 1  (ISBN 978-2-36392-178-9)
  - 2017 : Tome 2  (ISBN 978-2-36392-189-5)

## Nouvelles sur internet
- 2006 : Chronique du dimanche, nouvelle inédite en tant qu’invitée du mois à la manifestation Renens – capitale culturelle[5]
- 2012 : Voyage vers l’impossible, nouvelle sur l’émigration, Musée imaginaire des migrations

## Articles
- 2004 : Le récit, outil de travail pour les enseignants, dans Questions Vives, volume 2, no 4, p. 59-64[6]
- 2006 : L’écriture est-elle formatrice ?, dans les cahiers de la Section des sciences de l’éducation, p. 191-207[7]
- 2006 : Chronique du dimanche, nouvelle inédite en tant qu’invitée du mois à la manifestation Renens – capitale culturelle[5]
- 2008 : Éthique et écriture, dans Éducation permanente, no 175, p. 89-97[8]
- 2009 : Venir d’ailleurs et écrire en français, dans Fréquences Francophones, Bulgarie, n° d'octobre 2009, p. 59-63
- 2010 : Un savoir d'à côté, dans la Revue de la Petite Enfance, no 102, p. 11-15[9]
- 2010 : La poésie – une arme contre la dictature, dans Nouvelles Pratiques Philosophiques, UNESCO
- 2011 : La poésie permet-elle de penser la vie autrement ?, dans Culture et Société, Sciences de l’homme, no 17
- 2016 : Le récit, point de départ d’un questionnement éthique, dans Actes du panel "L'appel bio-graphique", p. 49-57,  (ISBN 978-2-921559-28-7)[10]

## Cinéma
Comme scénariste
- 1990 : Le mensonge de Pik, court-métrage, Albanie[11]
- 1991 : J'aime Era, long-métrage, Albanie[11]
- 1991 : Unë e dua Erën, d'Albert Minga[12]

Comme actrice
- 2003 : Ullka, de Maya Simon et Ylli Pepo[13]